# Santiago Textitlán
Santiago Textitlán è un comune del Messico, situato nello stato di Oaxaca.